# Phaenoserphus borealis
Phaenoserphus borealis är en stekelart som beskrevs av Hellén 1941. Phaenoserphus borealis ingår i släktet Phaenoserphus, och familjen svartsteklar. Arten är reproducerande i Sverige.